# Caratê nos Jogos Pan-Americanos de 2023 - Até 55 kg feminino
A categoria até 55 kg feminino do caratê nos Jogos Pan-Americanos de 2023 foi disputada em 4 de novembro de 2023 no Centro de Esportes de Contato, em Ñuñoa. Um total de nove caratecas, cada uma representando um Comitê Olímpico Nacional (CON), participaram do evento.

## Medalhistas
| Ouro   | CHI Valentina Toro                     |
| Prata  | CUB Baurelys Torres                    |
| Bronze | BRA Kelly Fernandes COL Geraldine Peña |

## Resultados

### Fase de grupos
As nove caratecas foram divididos em dois grupos, onde cada uma enfrenta suas adversárias dentro grupo. As duas primeiras de cada um avançam para as semifinais.

#### Grupo A
| Pos. | Carateca            | V | D | Pts |
| ---- | ------------------- | - | - | --- |
| 1    | BRA Kelly Fernandes | 1 | 1 | 4   |
| 2    | CUB Baurelys Torres | 1 | 1 | 4   |
| 3    | USA Trinity Allen   | 1 | 0 | 4   |
| 4    | MEX Ericka Luque    | 1 | 2 | 3   |

|                     | Resultado |                     |
| ------------------- | --------- | ------------------- |
| USA Trinity Allen   | 0–0       | CUB Baurelys Torres |
| MEX Ericka Luque    | 4–6       | BRA Kelly Fernandes |
| USA Trinity Allen   | 7–0       | MEX Ericka Luque    |
| CUB Baurelys Torres | 10–2      | BRA Kelly Fernandes |
| CUB Baurelys Torres | 1–1*      | MEX Ericka Luque    |
| USA Trinity Allen   | 4–4       | BRA Kelly Fernandes |

#### Grupo B
| Pos. | Carateca            | V | D | Pts |
| ---- | ------------------- | - | - | --- |
| 1    | COL Geraldine Peña  | 3 | 1 | 9   |
| 2    | CHI Valentina Toro  | 3 | 1 | 9   |
| 3    | PAR Yennifer Servín | 2 | 2 | 6   |
| 4    | ARG Mickaela Novak  | 2 | 2 | 6   |
| 5    | CAN Hana Furumoto   | 0 | 4 | 0   |

|                     | Resultado |                     |
| ------------------- | --------- | ------------------- |
| CHI Valentina Toro  | 5–6       | COL Geraldine Peña  |
| PAR Yennifer Servín | 10–3      | ARG Mickaela Novak  |
| CHI Valentina Toro  | *0–0      | CAN Hana Furumoto   |
| COL Geraldine Peña  | 9–1       | PAR Yennifer Servín |
| CHI Valentina Toro  | 6–4       | ARG Mickaela Novak  |
| COL Geraldine Peña  | *0–0      | CAN Hana Furumoto   |
| CHI Valentina Toro  | 8–0       | PAR Yennifer Servín |
| CAN Hana Furumoto   | 0–0*      | ARG Mickaela Novak  |
| COL Geraldine Peña  | 2–4       | ARG Mickaela Novak  |
| PAR Yennifer Servín | *0–0      | CAN Hana Furumoto   |

### Fase final
As vencedoras das semifinais disputam a medalha de ouro, enquanto as perdedoras conquistam automaticamente as medalhas de bronze.
|  | Semifinais          | Semifinais          |   |  | Final              | Final |  |
|  |                     |                     |   |  |                    |       |  |
|  |                     |                     |   |  |                    |       |  |
|  | BRA Kelly Fernandes | 0                   |   |  |                    |       |  |
|  | CHI Valentina Toro  | 4                   |   |  |                    |       |  |
|  |                     |                     |   |  |                    |       |  |
|  |                     |                     |   |  |                    |       |  |
|  |                     |                     |   |  | CHI Valentina Toro | 8     |  |
|  |                     | CUB Baurelys Torres | 0 |  |                    |       |  |
|  |                     |                     |   |  |                    |       |  |
|  |                     |                     |   |  |                    |       |  |
|  |                     |                     |   |  |                    |       |  |
|  |                     |                     |   |  |                    |       |  |
|  | COL Geraldine Peña  | 3                   |   |  |                    |       |  |
|  | CUB Baurelys Torres | 8                   |   |  |                    |       |  |